# Лариос, Пабло
Па́бло Ла́риос Иваса́ки (исп. Pablo Larios Iwasaki; 31 июля 1960, Сакатепек-де-Идальго, Морелос — 31 января 2019, Пуэбла-де-Сарагоса) — мексиканский футболист, вратарь. У него японские корни по линии матери и испанские корни по линии отца.

## Биография
Пабло был вратарём мексиканских клубов «Сакатепек», «Крус Асуль», «Пуэбла» и «Торос Неса». Играл за сборную Мексики на чемпионате мира 1986, где Мексика дошла до четвертьфинала, и на Золотом кубке КОНКАКАФ 1991. Он также выступал на молодёжном чемпионате мира 1979.
На чемпионате мира 2006 в Германии был тренером вратарей мексиканской сборной.
В начале сентября 2008 года сын бывшего вратаря сборной Мексики, Пабло Лариос Гарса, скончался в возрасте 19 лет при попытке пересечь пограничную реку Рио-Гранде недалеко от городов Макаллен (штат Техас, США) и Рейноса (штат Тамаулипас, Мексика). Он хотел навестить свою девушку, жившую в США, но потерял визу и хотел незаконно пересечь границу.

## Достижения
«Сакатепек»
- Чемпион Второго дивизиона Мексики (1): 1983/84

«Пуэбла»
- Чемпион Мексики (1): 1989/90
- Обладатель Кубка Мексики (1): 1989/90
- Обладатель трофея Чемпион чемпионов Мексики (1): 1990
- Обладатель Кубка чемпионов КОНКАКАФ (1): 1991